# 1116
Cette page concerne l'année 1116  du calendrier julien.
L'année 1116 est une année bissextile qui commence un samedi.

## Événements

### Proche-Orient
- Août[1] : Baudouin Ier de Jérusalem, après avoir fait construire les forteresses du Val-Moyse et de Montréal au-delà du Jourdain (1115), occupe le port d’Aïla sur la mer Rouge[2]. Il coupe ainsi les routes entre la Syrie et l’Égypte, et obtient des ressources considérables par les taxes sur le commerce caravanier.

- Automne : victoire de l’empereur byzantin Alexis Ier Comnène sur le sultan de Rum à Philomelion (Akşehir)[3] ; il impose un traité de paix avantageux pour l’empire[4]. Le sultan saljûqide de Rum Malik Shah est déposé après sa défaite et son frère Mas`ûd Ier lui succède[3] (fin de règne en 1155). Il installe sa capitale à Konya.

- Roger d’Antioche s’assure le contrôle de toutes les routes menant à Alep, occupe les principales forteresses qui entourent la ville, et faute de résistance, arrive même à prélever une taxe sur chaque pèlerin qui se rend à La Mecque[5].

### Europe
- 3 février : début du règne d’Étienne II (1101-1136), roi de Hongrie (fin en 1131)[6].

- 6 mars : ouverture d’un concile au Latran par le pape Pascal II. Il échoue dans la résolution de la querelle des Investitures[7].

- 15 mai[8] : l’empereur Henri confirme les privilèges et les coutumes de Bologne[9]. Il reconnaît à la ville le droit de garder la moitié des amendes payées pour infraction aux ordonnances impériales. En Italie, les communes évincent progressivement les évêques dans l’administration judiciaire et fiscale des cités.

- Victoire des Kiéviens conduit par Iaropolk, fils du grand-prince Vladimir Monomaque, sur les Coumans dans la région du Don ; il prend trois villes et capture des Iasses, dont la fille d’un prince, qu’il épouse[10].
- Le prédicateur Henri de Lausanne est chassé du Mans par l'évêque Hildebert de Lavardin pour avoir provoqué un soulèvement ; il prêche en Aquitaine, dans la région de Toulouse et en Provence et propage des idées proches de celles de Pierre de Bruys. Il est convaincu d'hérésie au concile de Pise en 1135[11].